# جینو جیارولی
جینو جیارولی (انگلیسی: Gino Giaroli; ۲۷ ژوئن ۱۹۲۴ – ۲۳ مهٔ ۱۹۹۱) بازیکن فوتبال اهل ایتالیا بود.
از باشگاه‌هایی که در آن بازی کرده‌است می‌توان به باشگاه فوتبال رجانا، باشگاه فوتبال پالرمو، و باشگاه فوتبال ویچنزا اشاره کرد.